# Kuchelmooskopf
Der Kuchelmooskopf ist ein 3214 m ü. A. hoher Berg in der Reichenspitzgruppe in den östlichen Zillertaler Alpen unweit der Grenze zwischen Salzburg und Tirol.

## Routen
Der Gipfel ist von der Plauener Hütte aus in 3½ Stunden erreichbar, zunächst auf einem markierten Bergweg, dann weiter als Hochtour über das Kuchelmooskees bis zum Kuchelmoossattel, von dort in leichter Kletterei über den Grat zum Gipfel.